# 雅姆加德·馮·克拉姆
雅姆加德·馮·克拉姆（德語：Armgard von Cramm，1883年12月18日—1971年4月27日），德國貴族，錫爾斯多夫-克拉姆男爵亞斯溫的女兒。

## 家庭
1909年，雅姆加德與利珀的伯恩哈德結婚，兩人共有兩個兒子：
1. 伯恩哈德（1911年—2004年）
2. 亞斯溫（英语：Prince Aschwin of Lippe-Biesterfeld）（1914年—1988年）